# Valle Germanasca
La Valle Germanasca, un tempo nota come Val San Martino, è una valle alpina collocata nella città metropolitana di Torino, diramazione della val Chisone.

## Geografia
La valle è una diramazione della più ampia Val Chisone, alla quale si unisce all'altezza di Perosa Argentina, in bassa valle. In accordo con le definizioni della SOIUSA appartiene alle Alpi Cozie centrali (anche chiamate Alpi del Monginevro), sottosezione delle Alpi Cozie. Partendo da una quota di 600 metri alla confluenza con il Chisone arriva fino a 1500 m nella conca di Prali. Si dirama, lungo il suo percorso, in vari valloni laterali, dei quali il più importante è il vallone di Massello. La valle è percorsa dal torrente Germanasca, tributario alla destra orografica del Chisone.

### Monti
I monti principali che contornano la valle sono, elencandoli in ordine di altezza:
- Gran Queyron - 3.060 m
- Bric Ghinivert - 3.037 m
- Monte Barifreddo - 3.028 m
- Bric Rosso (o Monte Politri) - 3.026 m
- Cima Frappier - 3.003 m
- Bric Bucie - 2.998 m
- Punta Vergia - 2.990 m
- Bric di Mezzogiorno - 2.986 m
- Monte Gran Mioul - 2.974 m
- Fea Nera - 2.946 m
- Monte Peolioso - 2.886
- Monte Pignerol - 2.876 m
- Punta Cornour - 2.867 m
- Punta Cialancia - 2.855 m
- Pra Crò - 2.844
- Gran Guglia - 2.819 m
- Punta Vallonetto - 2.786 m
- Monte Selletta - 2.574 m
- Monte Morefreddo - 2.769 m
- Punta Lausarot - 2.481 m
- Rocca Bianca - 2.383
- Grand Truc - 2.366 m
- Punta Muret - 2.211 m

### Valichi

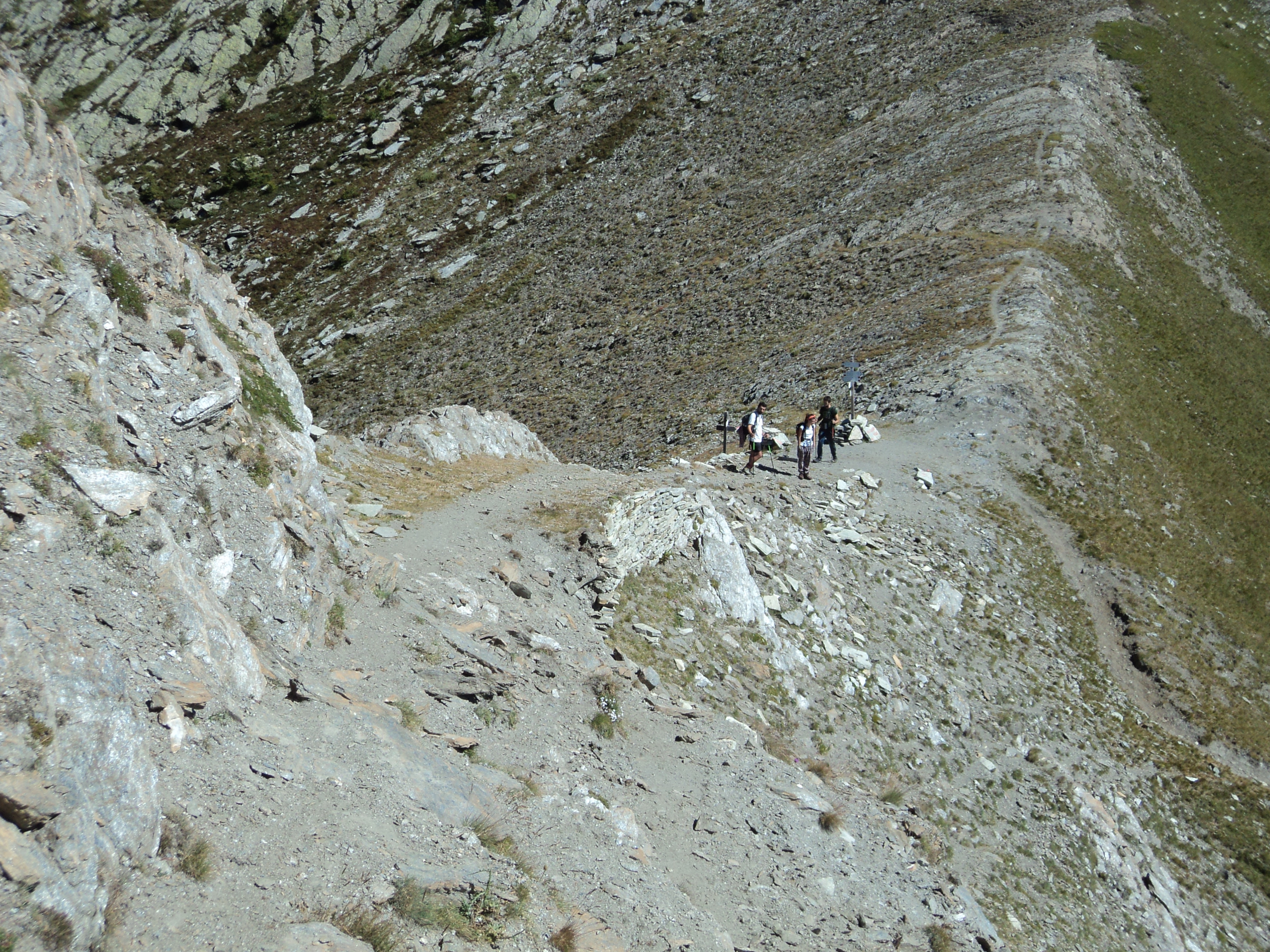
Il Col Giulian

I principali valichi che interessano la valle sono:
- Colle Frappier - 2.891 m - verso la valle Argentera
- Colle della Longia - 2.817 m - verso la valle Argentera
- Colle del Beth - 2.785 m - verso la Val Troncea
- Colle di Rodoretto - 2.775 m - verso la valle Argentera

- Colle d'Abries - 2.656 m - verso il Queyras

- Colle Giulian - 2.451 m - verso la val Pellice

### Geografia antropica
I comuni della valle sono Pomaretto, Perrero, Salza, Massello e Prali.

## Storia

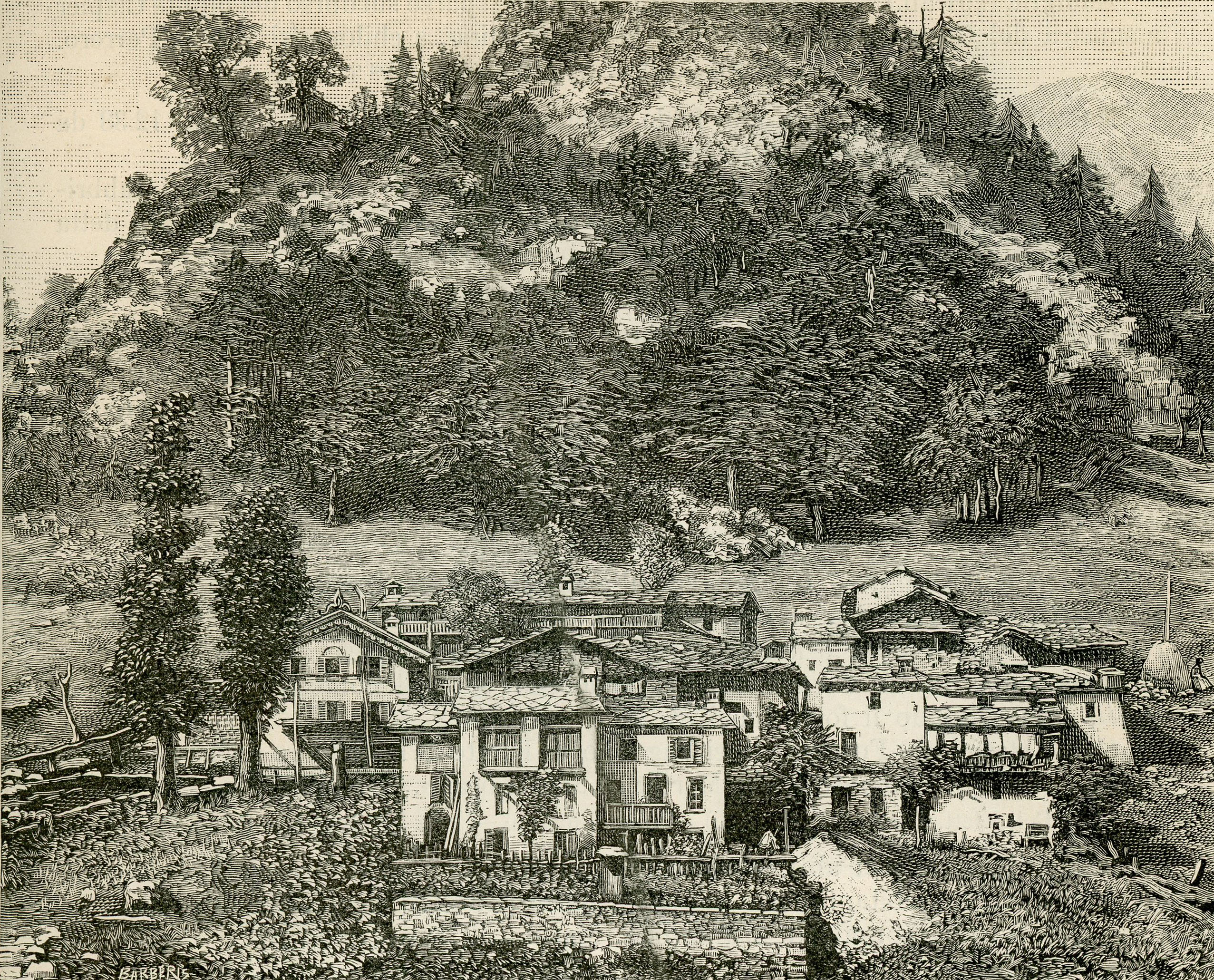
La Balziglia in una xilografia del XIX secolo

La valle subì un avvicendarsi di occupazioni e dominazioni, patteggiamenti, cessioni, liti che spostavano di continuo i limiti delle varie influenze politico-religiose. 
L'imbocco della valle era protetto dal forte Luigi, una delle piazzeforti di casa Savoia.
Tradizionalmente la Val Germanasca fa parte delle Valli Valdesi, dove la maggioranza assoluta della popolazione segue il culto Valdese, che si riallaccia a Pietro Valdo, perseguitato come eretico nel Medioevo. Nei confronti di queste popolazioni si alternarono in passato periodi di tolleranza a periodi di persecuzioni. 
Nel 1533 i Valdesi vi celebrarono un Sinodo per confermare l'adesione alla Riforma protestante. Nel 1556 fu costruito a Ghigo, frazione di Prali, un tempio per tutti i valdesi dell'alta val Germanasca. Tra il 1630 e il 1655 la popolazione della valle fu colpita dalla peste e successivamente vide distrutti i suoi insediamenti dalle truppe dei Savoia. Nel 1686 gli abitanti si arresero ai francesi, che avevano già distrutto Angrogna e Torre Pellice. Il tempio valdese fu trasformato in chiesa cattolica. I valdesi ritornarono dall'esilio di Ginevra nel 1689 (il cosiddetto Glorioso Rimpatrio), ma il comune fu nuovamente occupato dai francesi. Passò poi ai Savoia, che cercarono di riportarvi il cattolicesimo: nel 1767 Carlo Emanuele III fece ricostruire una chiesa cattolica nella frazione Villa.
La valle fu poi occupata da Napoleone e nel 1815 passò definitivamente ai Savoia. Solo con lo Statuto Albertino del 1848, che concesse a quello valdese il carattere di "culto tollerato", la valle trovò la pace.

## Turismo

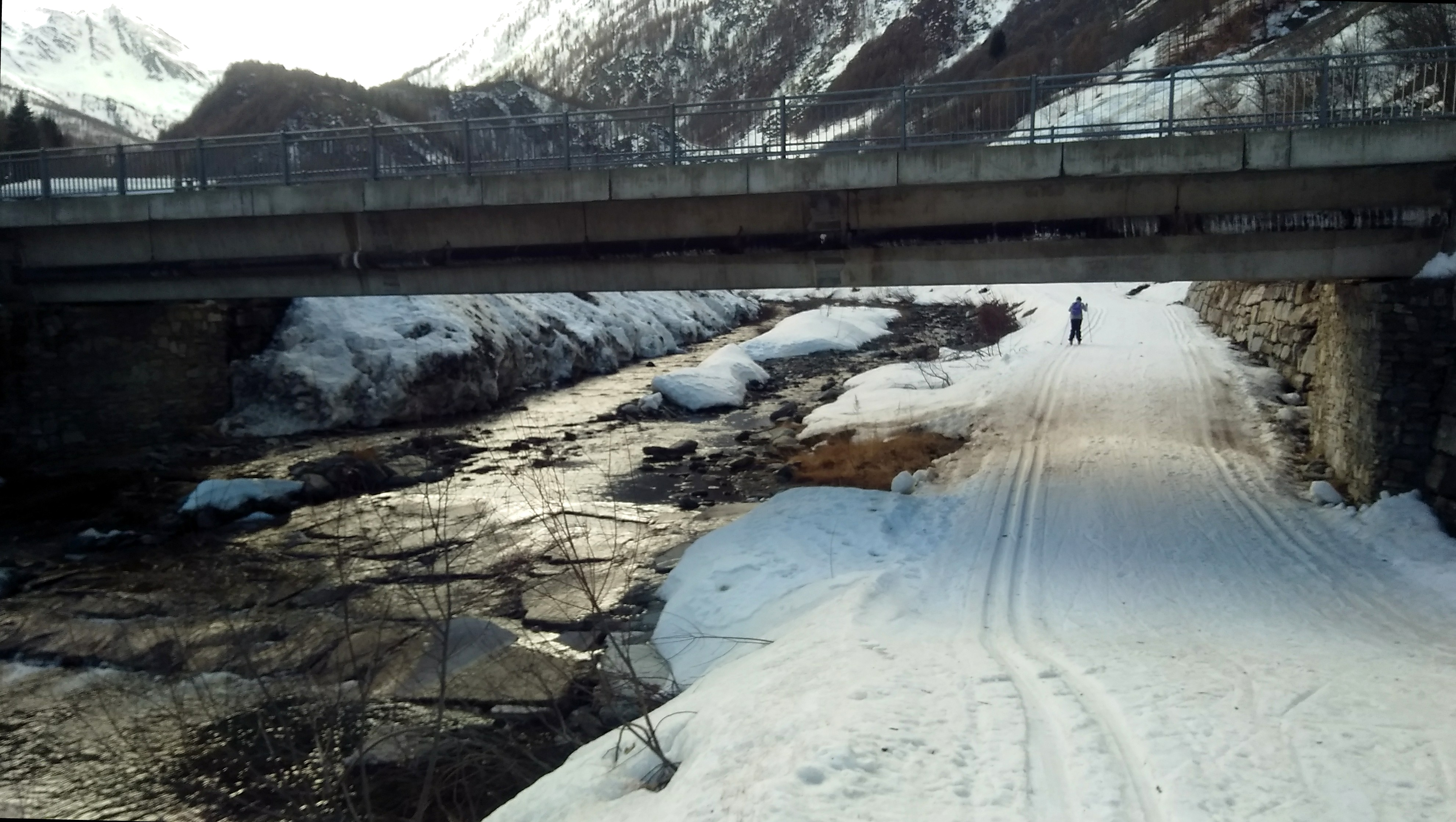
Pista di fondo a Prali

Oggi la valle ha parzialmente acquistato una vocazione turistica. La località di maggior interesse turistico è Ghigo, frazione di Prali. Una delle attrazioni è la possibilità di visitare le miniere di talco, particolarmente importanti e in parte ancora attive nella valle. La visita alle miniere viene denominata Scopriminiera.
Interessante è anche, sia per il turismo estivo che per quello invernale, l'Altopiano dei Tredici Laghi, servito dall'omonima seggiovia.